# 충주중앙탑초등학교
충주중앙탑초등학교는 충청북도 충주시 중앙탑면 용전리에 있는 공립 초등학교이다.

## 연혁
- 1933년 5월 1일 가금공립보통학교(4년제) 개교설립인가 4월 20일)(가금면 첨단산업로 670)
- 1938년 4월 1일 가금공립심상소학교로 변경[1]
- 1941년 4월 1일 가금공립국민학교로 변경[2]
- 1981년 3월 10일 병설유치원 개원
- 1996년 3월 1일 교명 변경 (가금초등학교)[3]
- 2015년 9월 1일 교명 변경 (중앙탑초등학교)[4][5]
- 2018년 3월 1일 교명 변경 (충주중앙탑초등학교) 및 교사 이전[6]
- 2020년 3월 1일 제27대 김미한 교장 부임

## 이전 이후
이전 이후, 옛 중앙탑초등학교 부지에는 충청북도교육청 단재교육연수원 북부분원이 2020년 개원하였다.

## 참고 자료
- 충주중앙탑초등학교 - 한국교육학술정보원 학교알리미